# Maxine Jones
Maxine Jones est une chanteuse de RnB/soul/pop d'origine afro-américaine née le 16 janvier 1962 à Paterson, dans le New Jersey, aux États-Unis . Elle est surtout connue pour avoir été membre du groupe à succès En Vogue.